# Aire d'attraction de Châteauneuf-du-Faou
L'aire d'attraction de Châteauneuf-du-Faou est un zonage d'étude défini par l'Insee pour caractériser l’influence de la commune de Châteauneuf-du-Faou sur les communes environnantes. Publiée en octobre 2020, elle se substitue à l'aire urbaine de Châteauneuf-du-Faou, qui se composait d'une commune dans le zonage de 2010.

## Définition
L'aire d'attraction d'une ville est composée d’un pôle, défini à partir de critères de population et d’emploi ainsi que d’une couronne constituée des communes dont au moins 15 % des actifs travaillent dans le pôle. Le pôle d’attraction constitue ainsi un point de convergence des déplacements domicile-travail,.

## Type et composition
L’aire d'attraction de Châteauneuf-du-Faou est une aire intra-départementale qui comporte 5 communes dans le Finistère. 
Elle est catégorisée dans les aires de moins de 50 000 habitants.
Dans la région, la population est relativement peu concentrée dans les pôles. Ainsi, moins d’un tiers de la population y vit contre plus de la moitié au niveau national. Ce n’est pas le cas pour l’aire d'attraction de Châteauneuf-du-Faou qui présente une population de 7 756 habitants localisés dans la région et dont 47,4 % résident dans le pôle.
En Bretagne, la population augmente de 0,6 % par an en moyenne entre 2007 et 2017 (+ 0,5 % en France). Pour l’aire de Châteauneuf-du-Faou, elle est de -0,1 %. Le nombre d’emplois présents dans l’aire d’attraction est de 3 136.

### Carte

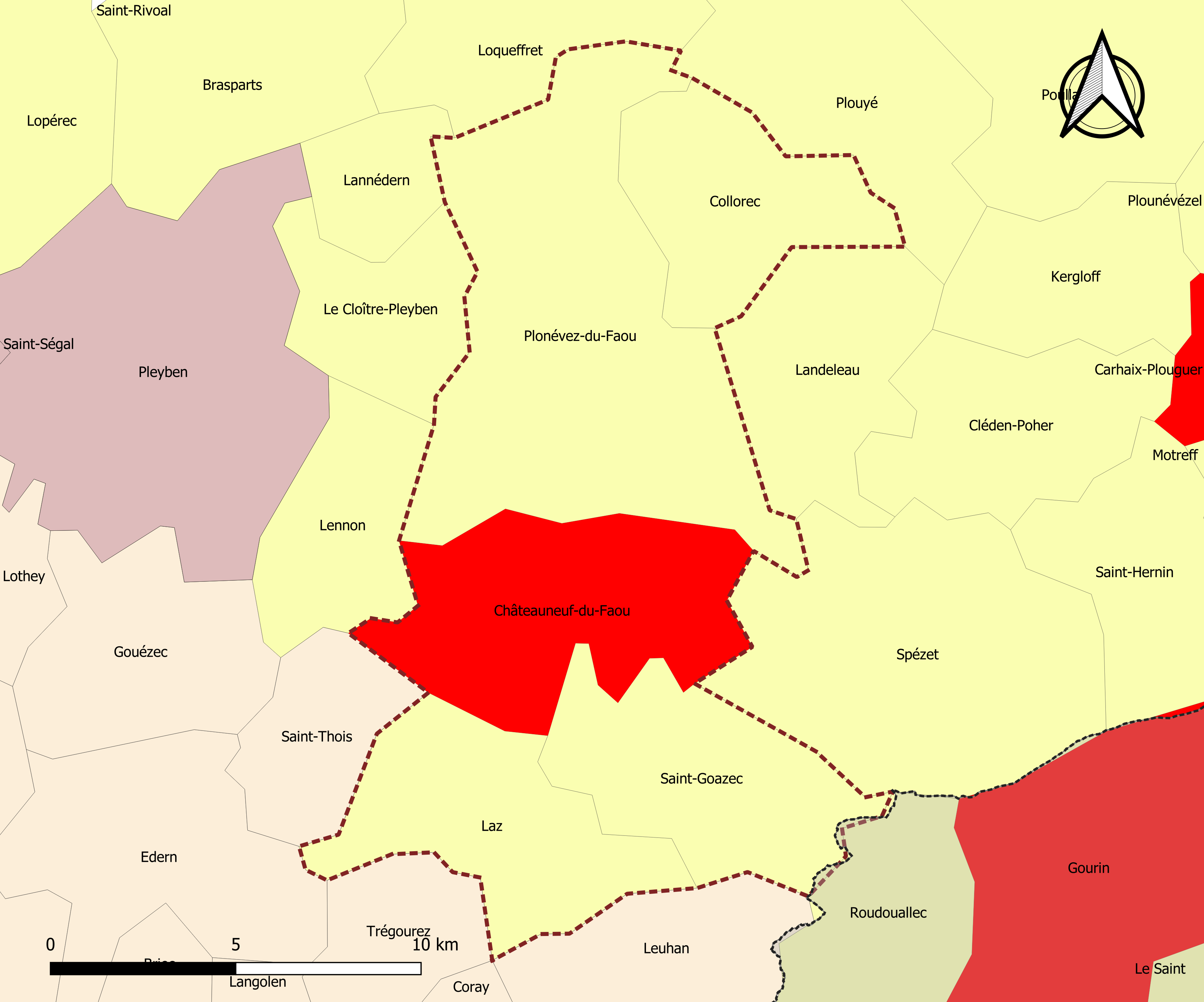
Carte de l'aire d'attraction de Châteauneuf-du-Faou.
Commune-centre
Commune de la couronne

### Composition communale
| Nom                                  | Code Insee | Département | Statut                 | Superficie (km2) | Population (dernière pop. légale) | Densité (hab./km2) | Modifier                                    |
| ------------------------------------ | ---------- | ----------- | ---------------------- | ---------------- | --------------------------------- | ------------------ | ------------------------------------------- |
| Châteauneuf-du-Faou (commune-centre) | 29027      | Finistère   | commune-centre         | 42,58            | 3 646 (2022)                      | 86                 | modifier les données · modifier les données |
| Collorec                             | 29036      | Finistère   | commune de la couronne | 28,39            | 592 (2022)                        | 21                 | modifier les données · modifier les données |
| Laz                                  | 29122      | Finistère   | commune de la couronne | 34,44            | 684 (2022)                        | 20                 | modifier les données · modifier les données |
| Plonévez-du-Faou                     | 29175      | Finistère   | commune de la couronne | 80,73            | 2 174 (2022)                      | 27                 | modifier les données · modifier les données |
| Saint-Goazec                         | 29249      | Finistère   | commune de la couronne | 33,76            | 730 (2022)                        | 22                 | modifier les données · modifier les données |